# 笠梁麻呂
笠 梁麻呂（かさ の やなまろ）は、平安時代初期の貴族。官位は従四位上・伯耆守。

## 経歴
弘仁2年（811年）従六位下から四階昇進して従五位下に叙爵され、民部少輔に任ぜられるが、まもなく豊後介に転じる。弘仁4年（813年）豊後守に昇格し、弘仁12年（821年）従五位上に叙せられる。
淳和天皇が即位した弘仁14年（823年）に正五位下に昇叙され、淳和朝では兵部大輔・民部大輔を歴任し、この間の天長8年（831年）に従四位下に叙せられた。
仁明朝に入り、承和年間初頭に丹波守として地方官に転じたのち、勘解由長官・左中弁と再び京官を歴任し、承和5年（838年）従四位上に叙せられている。承和7年（840年）大舎人頭に転じるが、のちに老齢であることから激務を避けるために伯耆守に任ぜられ遙任で務めた。
承和9年（842年）12月8日卒去。享年65。最終官位は伯耆守従四位上。

## 人物
華やかな才能はなかったが弁舌に定評があった。
梁麻呂が左中弁を務めていた際、柿本安永という口達者な官人がおり、しばしば妄言を口にして秩序を乱したため、官吏が何度も安永を召喚して詰問したが、巧みに言い逃れて決して承服しなかった。そのような中、梁麻呂が安永に対して一つの問いを発しただけで、安永は舌を巻いて引き下がってしまった。同僚は皆口を揃えて、（安永は）梁麻呂に遠く及ばない、と言ったという。

## 官歴
『六国史』による。
- 時期不詳：従六位下
- 弘仁2年（811年） 4月24日：従五位下、民部少輔。6月16日：豊後介
- 弘仁4年（813年） 正月10日：豊後守
- 弘仁12年（821年） 正月：従五位上
- 弘仁14年（823年） 11月20日：正五位下
- 天長3年（826年） 日付不詳：兵部大輔
- 時期不詳：民部大輔
- 天長8年（831年） 正月4日：従四位下
- 承和年間初頭：丹波守
- 時期不詳：勘解由長官
- 承和2年（835年） 日付不詳：左中弁
- 承和5年（838年） 正月7日：従四位上
- 承和7年（840年） 6月10日：大舎人頭。8月22日：丹波守
- 時期不詳：伯耆守
- 承和9年（842年） 12月8日：卒去（伯耆守従四位上）